# Estádio Nacional 24 de Setembro
O Estádio Nacional 24 de Setembro é um estádio multiuso localizado em Bissau, capital da Guiné-Bissau, inaugurado em 1989. Utilizado principalmente para competições de futebol, é o maior estádio do país em capacidade de público.
É oficialmente a casa onde a Seleção Guineense de Futebol manda suas partidas amistosas e oficiais. Além disso, o Benfica de Bissau, o Portos de Bissau, o Sporting de Bissau e a Internacional de Bissau, clubes sediados na capital, mandam seus jogos oficiais por competições nacionais e continentais no estádio, que tem capacidade para 20 000 espectadores.